# Danuria gracilis
Danuria gracilis är en bönsyrseart som beskrevs av Schulthess-schindler 1899. Danuria gracilis ingår i släktet Danuria och familjen Mantidae. Inga underarter finns listade i Catalogue of Life.